# Nadieżda Lubimowa
Nadieżda Jurjewna Lubimowa (ros. Надежда Юрьевна Любимова; ur. 28 grudnia 1959) – rosyjska wioślarka reprezentująca ZSRR, srebrna medalistka olimpijska.

## Kariera
Wystąpiła na igrzyskach olimpijskich w Moskwie w 1980, gdzie osada ZSRR w składzie: Antonina Pustowit, Jelena Matijewska, Olga Wasilczenko, Nadieżda Lubimowa, Natalja Kazak i Nina Czeriemisina (sternik) zdobyła srebrny medal w czwórkach podwójnych ze sternikiem. W finale uplasowały się o 0,41 sekundy za osadą NRD i o 0,37 sekundy przed osadą Bułgarii. Był to jej jedyny start olimpijski i jedyny medal w zawodach międzynarodowych. 
Trenowała w klubie Dinamo Leningrad.